# Hagedorn (Familienname)
Hagedorn ist ein deutscher Familienname.

## Namensträger
- Alfried Hagedorn (* 1940), deutscher Künstler
- Anselm C. Hagedorn (* 1971), deutscher Theologe
- Anton Hagedorn (1856–1932), deutscher Historiker und Politiker
- August Hagedorn (1888–1969), deutscher Politiker (SPD)
- Bettina Hagedorn (* 1955), deutsche Politikerin (SPD), MdB, Staatssekretärin
- Britt Hagedorn (Britt Reinecke; * 1972), deutsche Fernsehmoderatorin
- Christian Ludwig von Hagedorn (1712–1780), deutscher Kunsttheoretiker, Sammler und Diplomat
- Dieter Hagedorn (1936–2023), deutscher Altphilologe und Papyrologe
- Edward S. Hagedorn (1946–2023), philippinischer Politiker
- Emil Hagedorn (1838–1899), preußischer Bürgermeister und auftragsweise Landrat
- Ernst Hagedorn (1863–1941), deutscher Gutsbesitzer und Abgeordneter des Provinziallandtages der Provinz Hessen-Nassau
- Erwin Hagedorn (1952–1972), deutscher Sexualstraftäter und Kindermörder
- Fred Hagedorn (1875–1940), deutscher Jurist, Verwaltungsbeamter, Gutsbesitzer und Politiker
- Friedrich von Hagedorn (1708–1754), deutscher Dichter
- Friedrich Hagedorn (Maler) (1814–1889), deutscher Maler
- Friedrich Hagedorn (Offizier) († 1906), deutscher Oberstleutnant
- Gregor Hagedorn (* 1965), deutscher Botaniker
- Günter Hagedorn (1932–2018), deutscher Sportwissenschaftler, Basketballtrainer, Autor und bildender Künstler
- Hans Christian Hagedorn (1888–1971), dänischer Pharmakologe und Diabetesforscher
- Hans Christian Hagedorn (Germanist) (* 1963), deutscher Germanist
- Hans Hermann Hagedorn (1913–1998), deutscher Maler und Graphiker
- Heinrich Hagedorn (1794–1861), deutscher Gutspächter und Mitglied der kurhessischen Ständeversammlung
- Hermann Hagedorn (Biograf) (1882–1964), US-amerikanischer Autor und Biograf
- Hermann Hagedorn (Heimatdichter) (1884–1951), deutscher Pädagoge und Heimatdichter
- Herbert Hagedorn (* 1951), deutscher Politiker (CDU)
- Horst Hagedorn (1933–2018), deutscher Geograph
- Jessica Hagedorn (* 1949), philippinisch-amerikanische Schriftstellerin
- Jim Hagedorn (1962–2022), US-amerikanischer Politiker
- Julius Hagedorn (1874–1943), deutscher Architekt und Baubeamter
- Jürgen Hagedorn (Jurist) (1910–1981), deutscher Jurist
- Jürgen Hagedorn (Geograph) (* 1933), deutscher Geograph
- Karl Hagedorn (1922–2005), deutscher Künstler
- Konrad Hagedorn (* 1948), deutscher Agrarökonom
- Lothar Müller-Hagedorn (* 1941), deutscher Betriebswirt und Hochschullehrer
- Max Hagedorn (Entomologe) (1852–1914), deutscher Arzt und Entomologe
- Max Hagedorn (Marineoffizier) (1876–1922), deutscher Marineoffizier
- Ole Hagedorn (* 2003), deutscher Handballspieler
- Otto Hagedorn (* 1899), deutscher Politiker, Oberbürgermeister der Stadt Lüdenscheid
- Peter Hagedorn (* 1941), deutscher Maschinenbauingenieur
- Robert Hagedorn (um 1856–1907), deutscher Verwaltungsbeamter
- Rolf Hagedorn (1919–2003), deutscher Physiker
- Thomas Hagedorn (Organist) (1871–1926), deutscher Lehrer, Kantor und Organist
- Thomas Hagedorn (* 1971), deutscher Unternehmer
- Tom Hagedorn (* 1943), US-amerikanischer Politiker
- Verena Hagedorn (* 1982), deutsche Fußballspielerin
- Werner Hagedorn (Mediziner) (1831–1894), deutscher Chirurg
- Werner Hagedorn (Gewerkschafter) (1929–2019), deutscher Finanzbeamter und Gewerkschafter
- Wilhelm Hagedorn (Offizier) (1868–1930), deutscher Offizier
- Wilhelm Hagedorn (Kommunist) (1894–1953), deutscher Polizist

Siehe auch:
- Hagedohrn (Familienname)
- Hagedohr (Familienname)